# Mellah de Marrakech

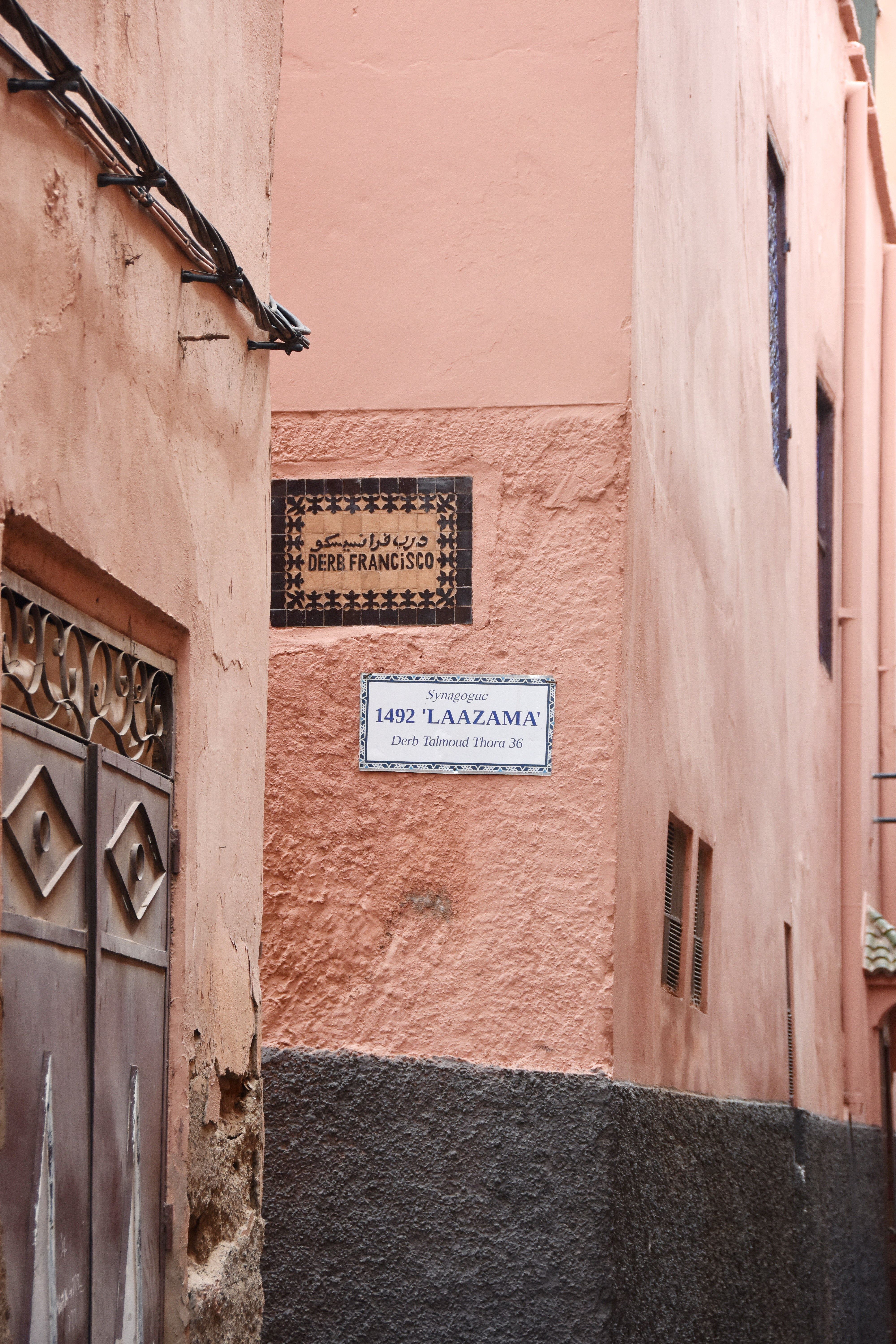
Esquina de las calles Talmud Torá y Francisco en el Mellah de Marrakech.

El Mellah de Marrakech (en hebreo: מלאח מרקש‎; en judeoespañol: Mellah de Marrakech; en árabe: ملاح مراكش‎), antiguamente conocido como Hay Essalam, es la judería (Mellah) de la ciudad de Marrakech, Marruecos. Es la segunda más antigua del país.

## Historia

### Creación en 1558
Aunque la ciudad de Marrakech fue fundada por los almorávides en 1060, los judíos se establecieron a 40 km de distancia y no hay constancia de presencia judía en la ciudad hasta 1232. Tras la Reconquista y la expulsión de los judíos de la península ibérica en 1492, los judíos sefardíes (conocidos como los megorashim) empezaron a llegar en gran número a Marruecos, asentándose sobre todo en las ciudades y mezclándose con la población judía local (conocida como los toshavim). Se crearon muchas mellahs para proteger a los judíos bajo su estatus de dhimmi. La mellah de Marrakech fue creada por decreto del sultán Abdallah al-Ghalib de la dinastía Saadi en 1558, fuera de las murallas del palacio El Badi. Esto permitía al sultán, como en Fez por ejemplo, separar a los judíos del resto de los habitantes en un intento de protegerlos mejor del fanatismo de la población musulmana fomentado en la época por los almohades, sobre todo tras la masacre de la comunidad judía de la ciudad en 1232.
En un estudio de Colette Zytnicki, se afirma que el mellah de Marrakech fue construido en 1567, durante el reinado del sultán saadí Abdallah el-Ghalib. Según Michel Abitbol, el sultán comenzó en 1557 a trasladar a los judíos de la ciudad a este barrio amurallado, contiguo a la qasba por el lado este, donde también vivían algunos cristianos y donde se alojaban emisarios europeos, pero no fue hasta 1639 cuando, al igual que el de Fez recibió el nombre de el Mellah. Terminado en 1662, entonces rodeado de murallas, el muladí saadí ocupaba una superficie de 18 hectáreas, a las que hay que añadir las 8 hectáreas del cementerio.

### DelsigloXVIalXIX
Durante los siglos XVI y XVII, el Mellah fue una de las principales zonas comerciales de la ciudad y un barrio fortificado, con sus puertas cerradas por la noche.  Del siglo XVI al XX, la historia del mellah de Marrakech reflejó más o menos la de otros de Marruecos: con los altibajos de la economía, las enfermedades y plagas (incluida la peste) y los disturbios religiosos (con su cuota de atrocidades, ejecuciones, pogromos, etc.), el mellah se desarrolló. En 1852-1853, la construcción de una mezquita en la parte sur del mellah para el distrito de Berrima condujo a su ampliación hacia el este y a una remodelación de su trazado, lo que dio lugar al trazado actual. El cementerio del Mellah o "mihara" sigue ocupando el mismo emplazamiento que en la época saadí, con numerosas tumbas antiguas.
A finales del siglo XVIII, Abraham Sumbel, un comerciante que contaba con el apoyo del sultán Mohammed ben Abdallah, emigrado a Alemania, otorgó testamento solicitando que se dedujera una anualidad del usufructo de los bienes que poseía en el Estado, en beneficio de los necesitados del mellah de Marrakech. La anualidad se pagó hasta 1914, cuando el gobierno francés la suspendió a raíz del estallido de la Primera Guerra Mundial.
En 1954, Elias Canetti, Premio Nobel de Literatura en 1981, viajó a Marrakech. En Les Voix de Marrakech, relata sus andanzas por los barrios de la ciudad y los sonidos, imágenes y voces que captó. Dedica un capítulo a su visite dans le Mellah.
El corazón del mellah era antaño la Place des ferblantiers (hojalateros) rodeada de artesanos de otros oficios como joyeros, orfebres y tejedores, que ahora ha sido completamente restaurada y atrae a los turistas. Rebautizado Essalam (paz en árabe) en la década de 1990, a principios de 2017 volvió a su nombre original de El Mellah, por instrucciones del rey Mohamed VI, para «preservar la memoria histórica del lugar» y desarrollar el turismo. La población judía del Mellah de Marrakech ronda actualmente los 200 habitantes.

El mellah en 1929.
Comerciantes de sal en el mellah, 1929.
Dos torneros judíos en el mellah en 1929.
Mercado de huevos en el mellah en 1929.

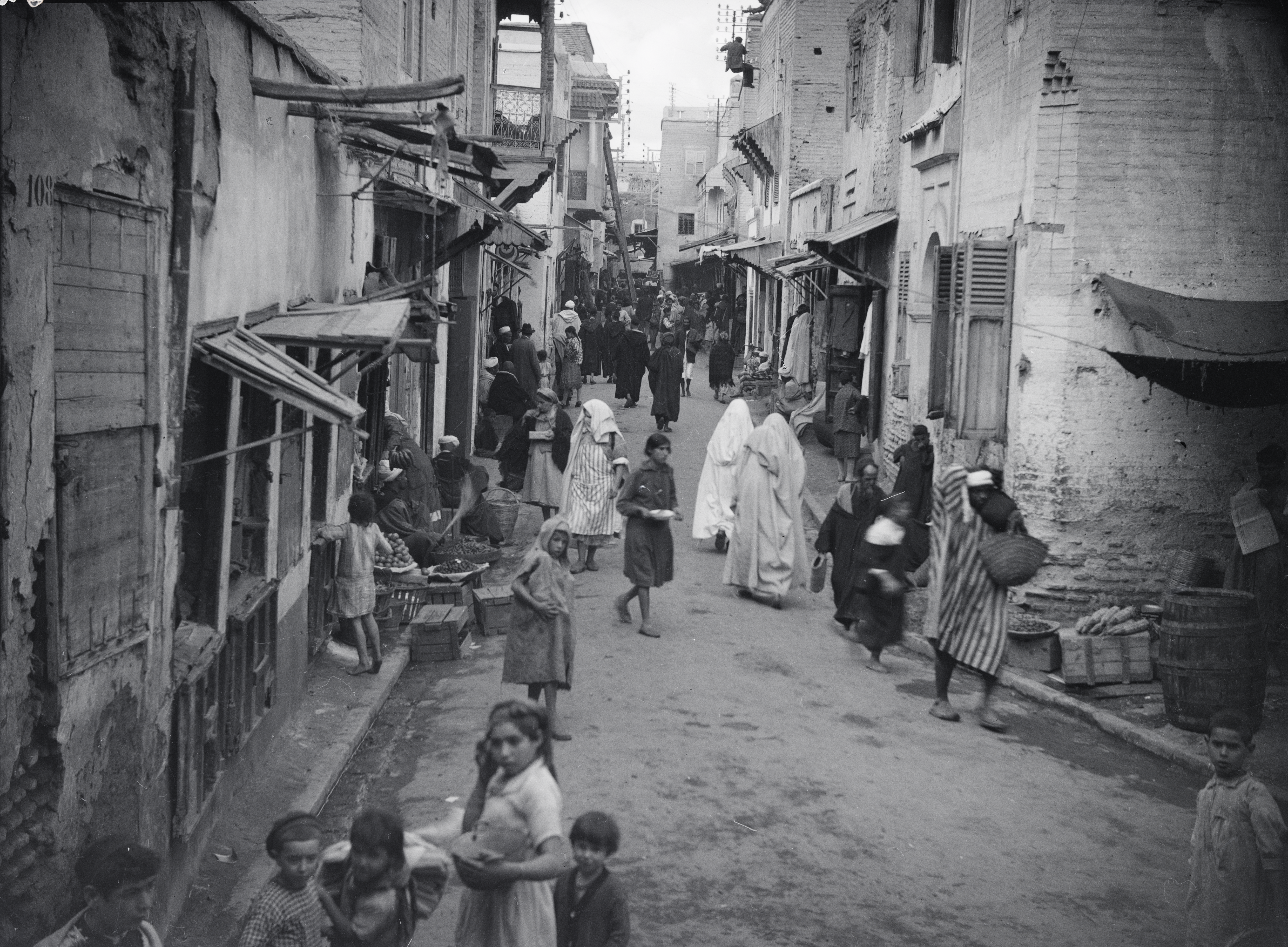
El  mellah entre 1930 y 1931.

### Declive
El mellah se superpobló en pocos años. Se calcula que más de 40 000 personas vivían en el Mellah en su momento de mayor población, a finales de la década de 1940, antes de la emigración de la comunidad tras la Independencia de Israel, el fin del Protectorado francés y las guerras de los Seis Días y Yom Kippur. La emigración se dirigió principalmente a Israel, Francia y Montreal. La población judía del Mellah de Marrakech ronda actualmente los 200 habitantes.

### Restauración
En 2016, el rey Mohamed VI ordenó restaurar los nombres de las calles que tenían que ver con la herencia judía de la ciudad, incluyendo la restauración del nombre del barrio de nuevo a "El Mellah", destinando más de 20 millones de dólares para la restauración de casas, calles y sinagogas. En noviembre del mismo año, Zouheir Bahloul, un árabe de Israel miembro de la Knéset por el partido Unión Sionista solicitó fondos al gobierno israelí para sostener una sinagoga situada en el Mellah, en un movimiento inesperado tanto para el gobierno israelí como para la comunidad judía de Marruecos. Hoy en día, el Mellah es una de las principales atracciones turísticas de la ciudad.